# Rübgarten (Pliezhausen)
Rübgarten ist ein Ortsteil der Gemeinde Pliezhausen in Baden-Württemberg, in der Nähe von Tübingen.
Rübgarten wird von seinen Einwohnern und in der näheren Umgebung „Riagart“ genannt. Der Name Rübgarten bezeichnet den umzäunten Teil einer Flur, wahrscheinlich eines Ackerfeldes, also einen sogenannten „Stellennamen“.:11 Rübgarten ist mit großer Wahrscheinlichkeit eine hochmittelalterliche Rodesiedlung.

## Geografische Lage
Rübgarten liegt im Landkreis Reutlingen. Im Umkreis liegen die Städte Stuttgart, Tübingen und Reutlingen, die über die B 27 erreichbar sind. Unweit befinden sich der Neckar und der Naturpark Schönbuch.

## Geschichte

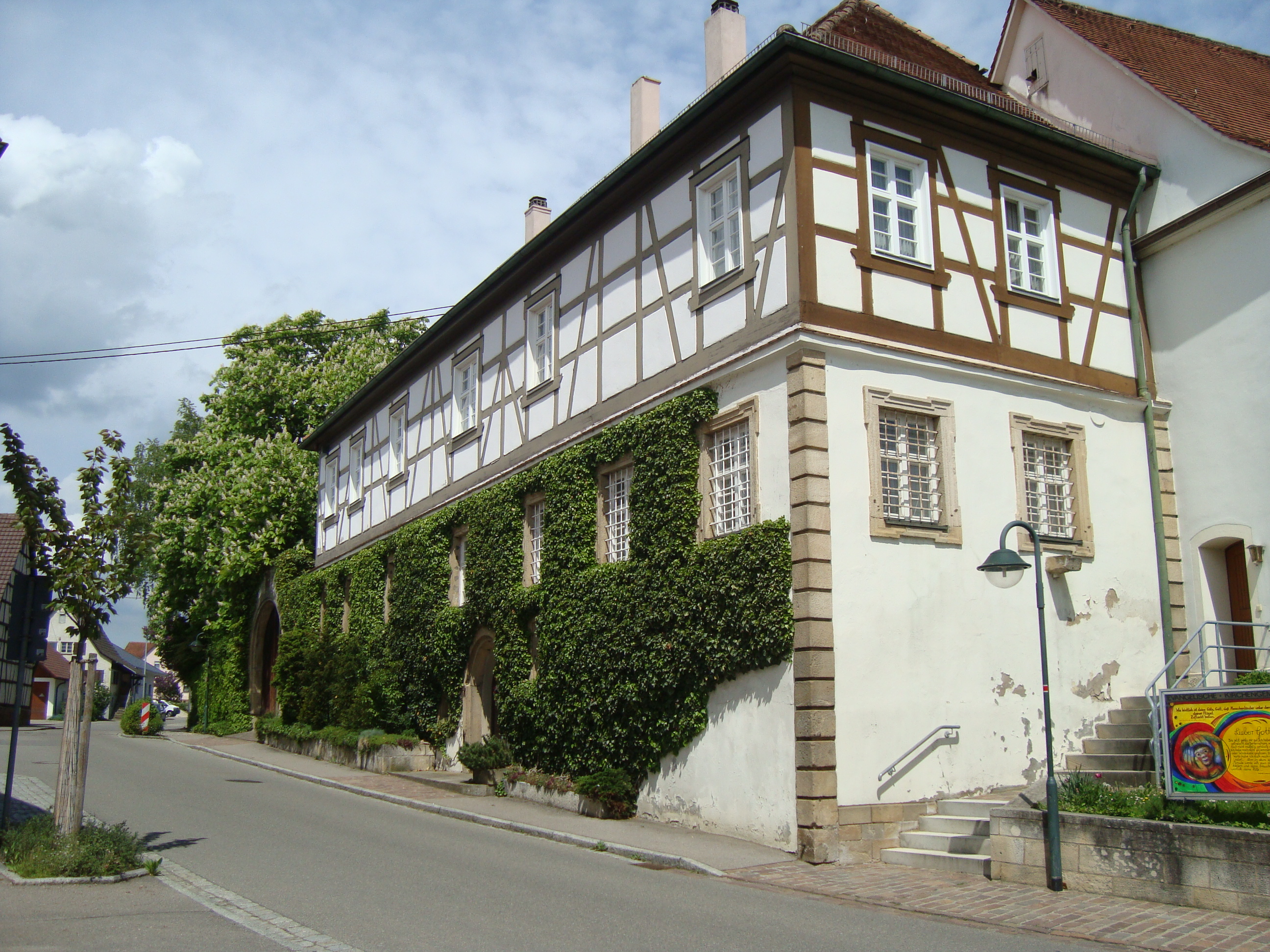
Schloss von Rübgarten aus dem Jahr 1710

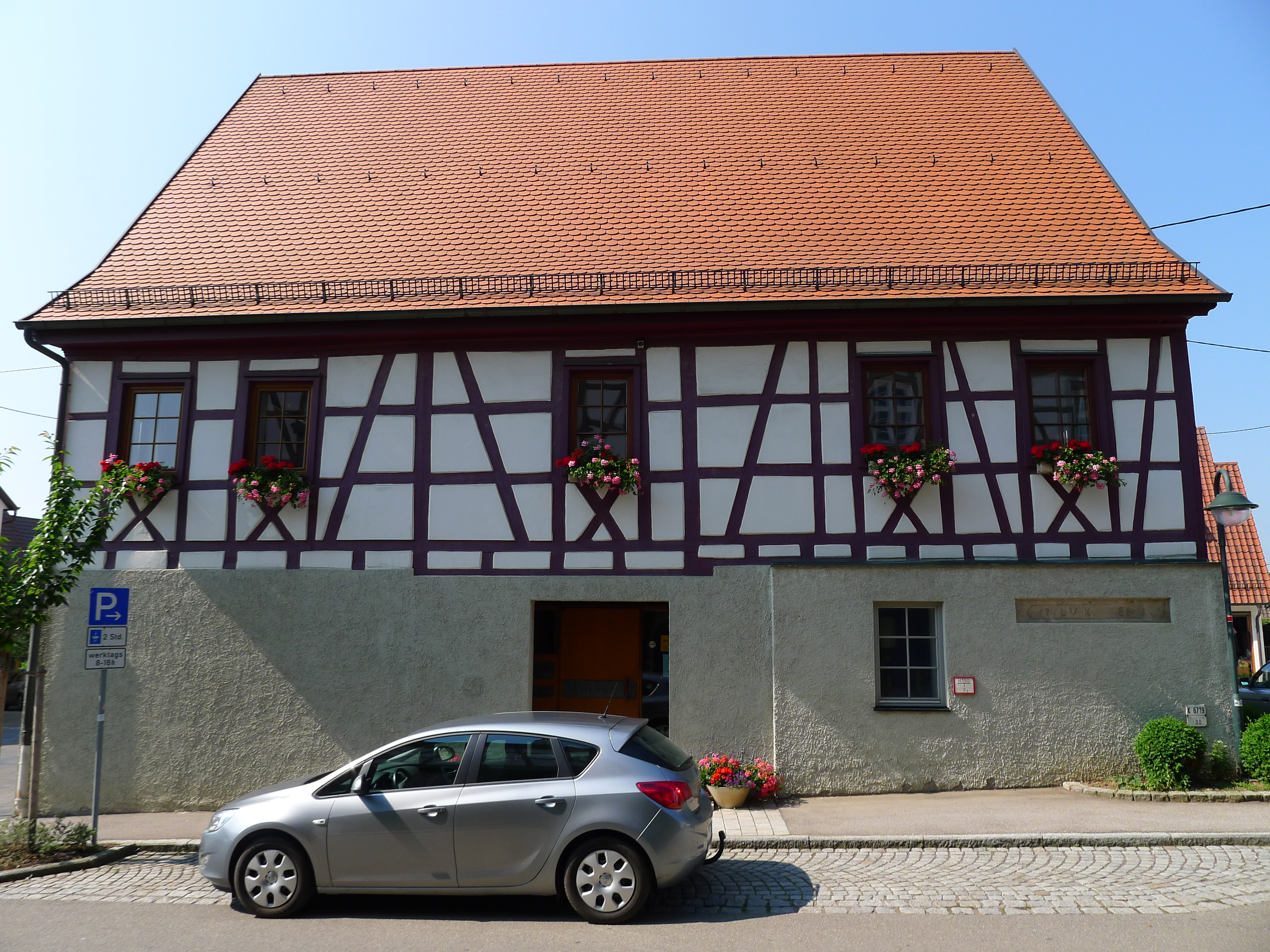
Rathaus

Aus der Jungsteinzeit etwa 2.500 Jahre v. Chr. wurden Steinwerkzeuge und Waffen in der Gemarkung Rübgarten gefunden, sowie Backenzähne und Bruchstücke des eiszeitlichen Mammuts.:18 Drei große Keltengräber aus der Eisenzeit etwa 600-400 v. Chr. lassen auf die Besiedlung durch Kelten in Rübgarten schließen.:20 Funde aus der Römerzeit in Form von Statuen, einem Hochrelief und einem Altar zeugen von einer Besiedlung in der Gegend um Rübgarten. Der als „Römerstraße“ bezeichnete Weg ins Neckartal lässt sich allerdings ins Spätmittelalter datieren. Im Jahr 233 n. Chr. fielen die Alamannen ein und vertrieben die meisten Römer aus der Gegend. Ein Topf mit Münzen, die kurz vor dem Alamanneneinfall geprägt worden waren, fand man 1859 im Einsiedel.:29
1363 wurde Rübgarten namentlich erstmals erwähnt. Die Volen von Wildenau auf Burg Wildenau hatten die Ortsherrschaft inne. Im Jahre 1406 wurde die Burg infolge eines Erbschaftsstreits zerstört. 1706 erhielten die Freiherren von Kniestedt, württembergischer Zweig der Familie, das Lehen, die dann im Jahr 1710 das Schloss in Rübgarten erbauen ließen. 1806 wurde Rübgarten Teil des Königreichs Württemberg und die Ortsherrschaft aufgelöst.:16
1815 erhielt Carl Ludwig Emanuel von Dillen Schloss und Gut Rübgarten als Kronlehen. Letzte Adelsbesitzer waren über seinen Nachkommen Alfred von Bülow noch bis nach dem Zweiten Weltkrieg dort ansässig.
Im Zuge der Gemeindereform des Landes Baden-Württemberg wurde Rübgarten am 9. Mai 1975 nach Pliezhausen eingemeindet.:4 Aktuell ist Brigitte Rapp Ortsvorsteherin von Rübgarten (seit 2019).
Einwohnerentwicklung
1383 betrug die Einwohnerzahl schätzungsweise 125 bis 135 Einwohner. Als Folge von Kriegen, Auswanderungen und Seuchen schwankte sie vor allem in den Jahren 1810/1818 und 1851.:15 2013 leben in Rübgarten 1.989 Bewohner.

## Infrastruktur

### Schulen und Kirchengemeinden

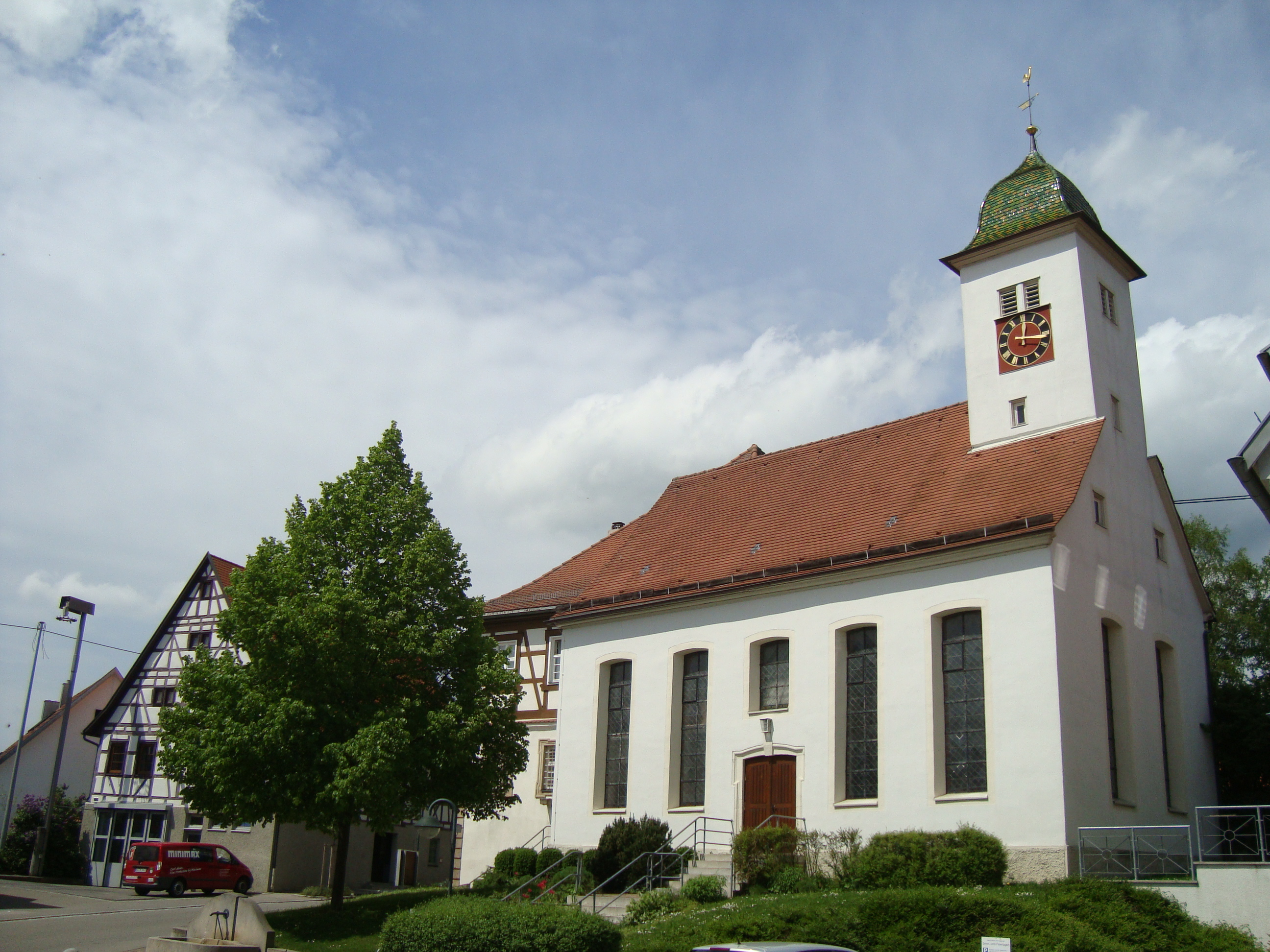
Evangelische Kirche

- eine Mehrzweckhalle, Fußballplatz und Sportplatz
- eine Grundschule und ein Kindergarten
- Evangelische und evangelisch-methodistische Kirchengemeinde

### Evangelische Pfarrkirche
Vor 1811 gab es auf dem Rittergut Rübgarten nur eine kleine Kapelle, direkt am Schloss angebaut. Die Einwohner gehörten zur Gemeinde in Walddorf. Die Pfarrkirche der Evangelischen Kirchengemeinde Rübgarten im Kirchenbezirk Tübingen wurde anstelle dieser Kapelle 1811 neu als chorlose und weitgehend schmucklose Predigtsaalkirche im Kameralamtsstil erbaut, besitzt aber mit ihrem Flügelaltar an der Nordwand ein kunsthistorisches Kleinod. Da die Ortschaft als Rittergut galt, kam es dort während des 16. Jahrhunderts nicht zu Bilderstürmen und der mittlerweile 500 Jahre alte Altar blieb verschont. Auch den Dreißigjährigen Krieg überstand der Flügelaltar ohne Beschädigung. Eine oben im Schrein zu lesende Inschrift mit den Worten Gott allein die Ehr wird jedoch als protestantische Ergänzung gewertet.
Bis 1993 sprachen alle gängigen Quellen davon, dass der Reutlinger Maler Hans Syrer den Altar angefertigt habe, dessen Name und die Jahreszahl 1505 sind auf der Rückseite des Altars zu lesen. Die Jahreszahl wurde jedoch bereits vor den Untersuchungen 1993 angezweifelt, da es die Verkündigungs-Maria nach bekannten Quellen erstmals 1509/11 gab. Hinzu kommen die Renaissancemotive in den dekorativen Partien, welche auf eine spätere Entstehung hinweisen. 1993 kamen Restauratoren am Stuttgarter Landesmuseum zu dem Ergebnis, dass das Entstehungsjahr auf 1512 zu datieren sei und Hans Syrer lediglich die Bemalungen ausführte. Diese Vermutung wird durch die in den Goldgrund eingravierte Jahreszahl 1512, die bis zu dieser Untersuchung übersehen worden war, bekräftigt. Die Figuren des Altars wurden von Niklaus Weckmann (Bildhauer in Ulm in der Zeit von 1481 bis 1526) gefertigt.
Vor dem Goldbrokatgrund steht in der Mitte des Schreins Maria mit dem Jesuskind. Zur Rechten Marias steht der heilige Wendelin und zu ihrer Linken der Heilige Jakobus. Nicht zuletzt deswegen verläuft einer der Jakobswege nahe der Pfarrkirche durch Rübgarten.

### Vereine
- Landfrauenverband
- Obst- und Gartenbauverein Rübgarten
- Singgruppe Rübgarten
- SSV Rübgarten
- Freiwillige Feuerwehr (gegr. 1879)

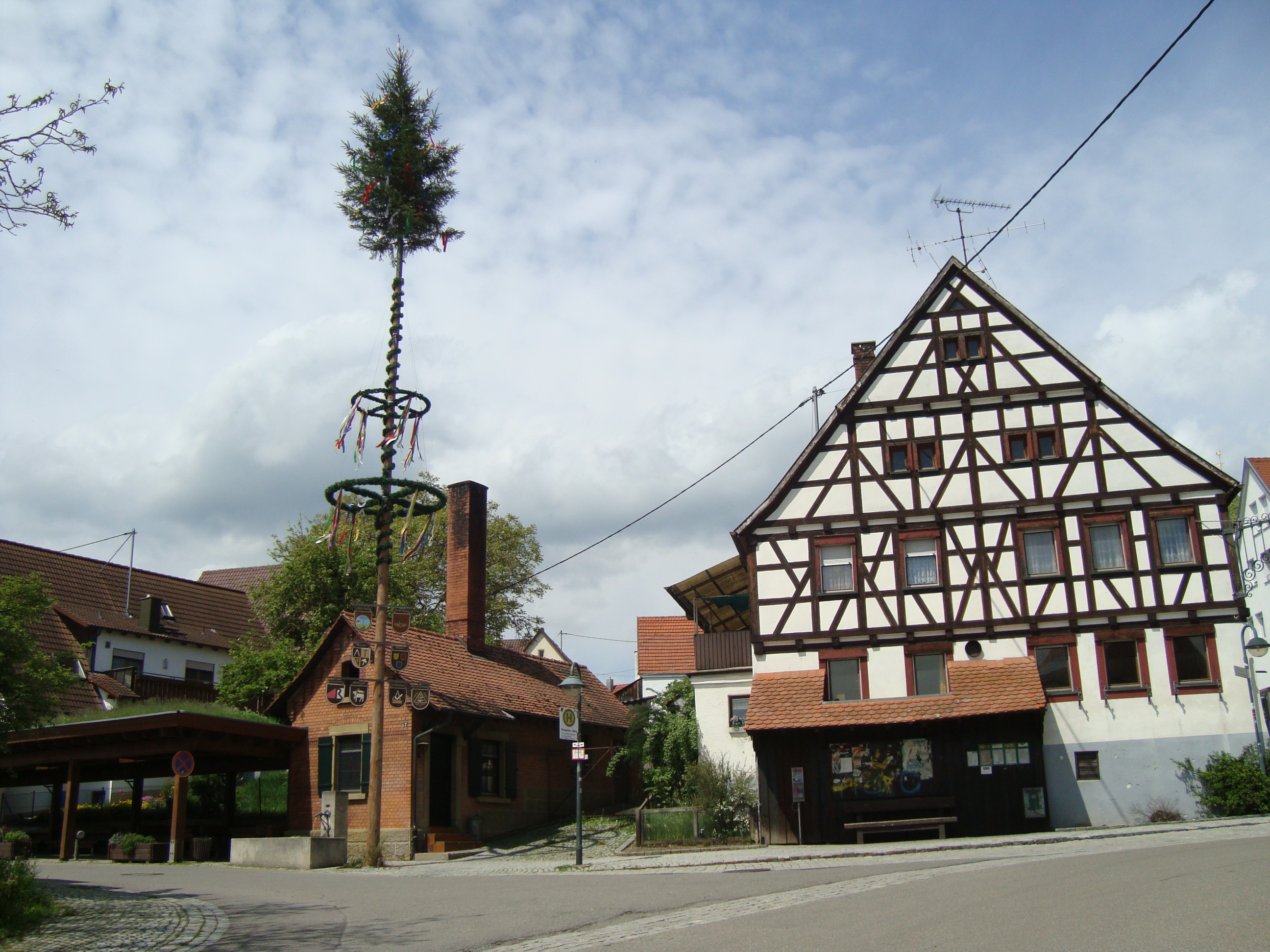
Backhaus und Maibaum
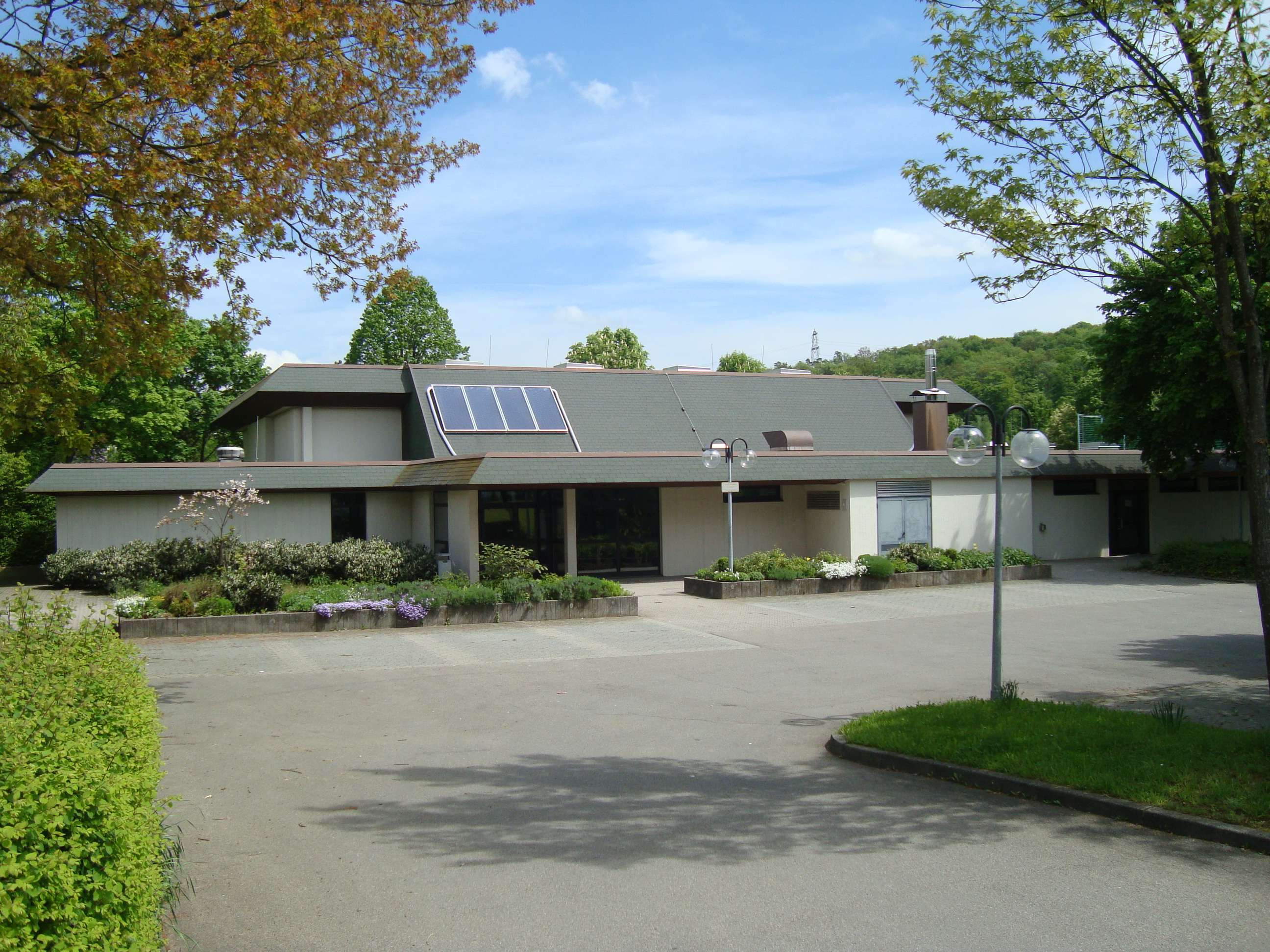
Mehrzweckhalle
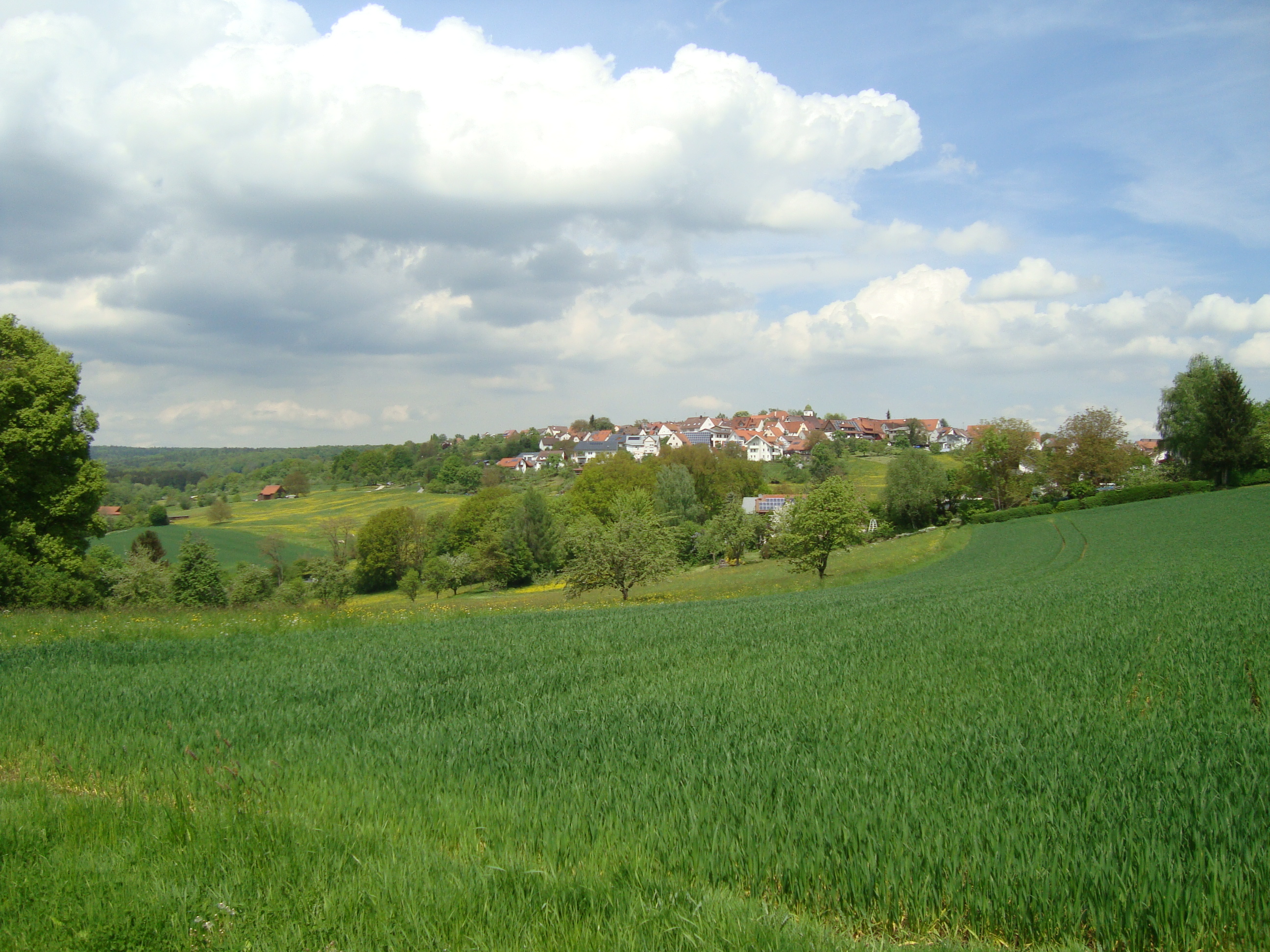
Rübgarten und das Reichenbachtal
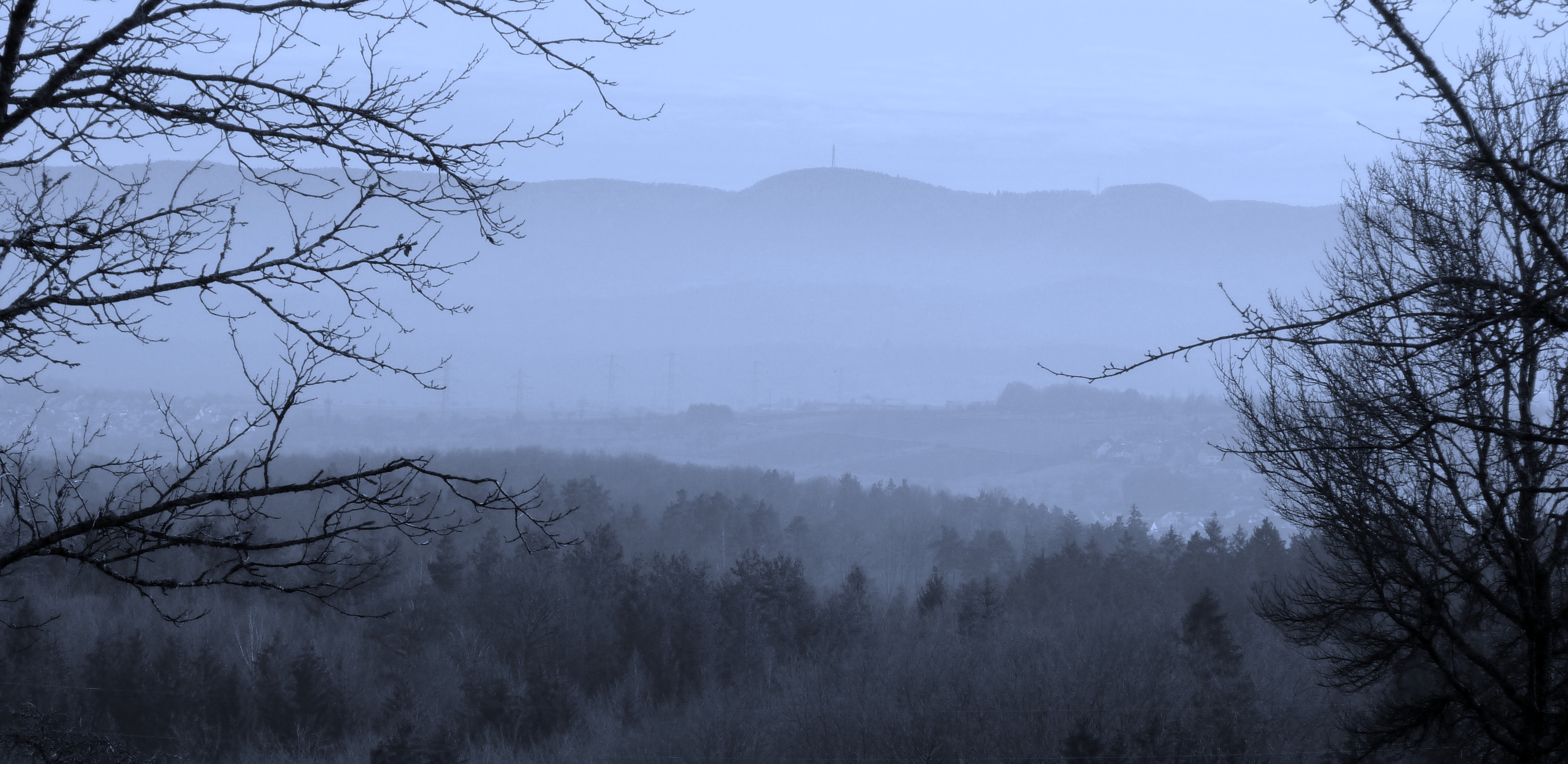
Nördlicher Albtrauf von Rübgarten aus.
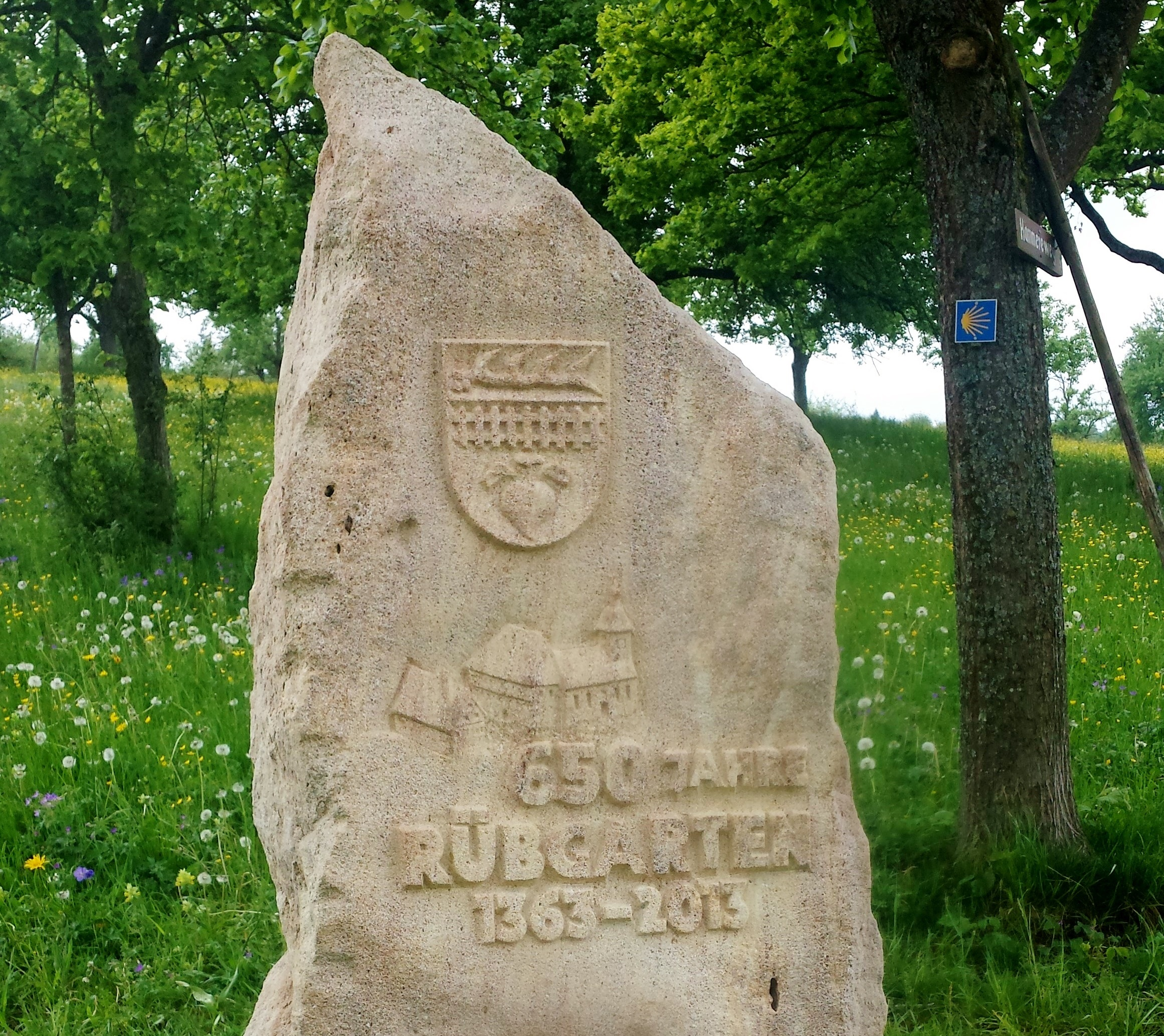
Gedenkstein des 650. Jubiläums.